# Tique

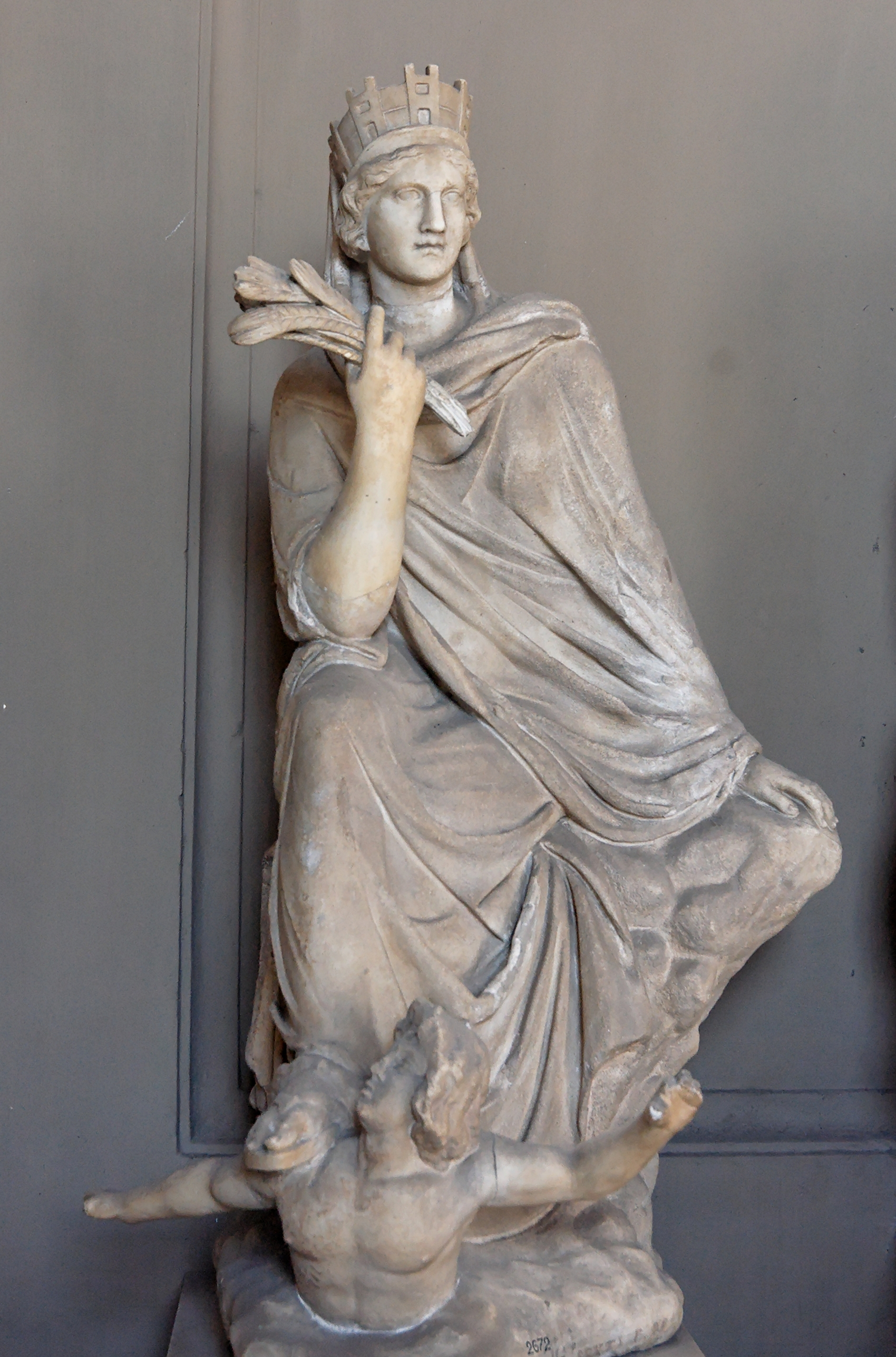
Copia romana en mármol de una estatua obra de Eutíquides: la Tique de Antioquía (ca. 300 a. C.) conservada en el Vaticano.

En la mitología griega, Tique, a veces Tiqué, Tyche o simplemente Fortuna (en griego: Τύχη; latín: Tychē o Fortῡna) era la diosa y personificación de la «suerte» o «casualidad», en cuanto a una diosa del destino que regía la prosperidad de uno o varios individuos o comunidad. El sustantivo τύχη significa «azar, suerte, fortuna, éxito, dicha, desdicha, fracaso, prosperidad o adversidad». Bajo la interpretatio graeca Tique pasó a identificarse con la Fortuna romana durante la etapa imperial romana. 
Muchas ciudades de la Grecia antigua tenían su propia representación de la diosa coronada con los muros de la ciudad. 
Dependiendo de los autores se le atribuían distintas genealogías. Así, algunos la consideraban una de las oceánides, hija de Océano y Tetis, mientras que otros la hacían hija de Zeus Liberador, o de Promatea (la Previsión) —y , en este caso, era hermana de Eunomía (el Buen Gobierno) y Peito (la Persuasión)—. Otros dicen que Fortuna es una de las Moiras y que es mucho más poderosa que las otras hermanas.
Tique podía decidir cuál era la suerte de cualquier mortal, y lo hacía de una forma aleatoria, junto con su ayudante, el dios Pluto, que en una fuente es descrito como su hijo. Se le representaba jugando con una pelota, a veces arriba, a veces abajo, como símbolo de la inseguridad de sus decisiones. Por eso nadie debía vanagloriarse de sus riquezas ni dejar de agradecérselo a los dioses, pues esto podía provocar que interviniera la diosa Némesis para ponerle en su sitio. De hecho, Tique estaba muy relacionada, por sus atributos, con Némesis, y con Agathos Daimon (el espíritu del bien).  
No tenía una historia propia, ni se le rendía culto alguno. De hecho, su figura como personaje fue desapareciendo y pasó a ser meramente una abstracción del destino. 
Aparecía en muchas monedas acuñadas en la época helenística en los tres siglos anteriores a Cristo, sobre todo en las ciudades ribereñas del Egeo, así como esculpida (Corinto). Dentro de la iconografía hispanorromana un bello ejemplo es la Tique o Fortuna de Itálica.
En la Edad Media se la representaba como una ciega que portaba la cornucopia o un timón simbólico. También solía llevar la llamada rueda de la fortuna, o bien se la situaba encima de la misma, presidiendo el ciclo del destino.
En el arte grecobudista de Gandhara se la homologaba con la deidad budista llamada Hariti.